# Koncentracijsko taborišče Gonars
Koncentracijsko taborišče Gonars je bilo fašistično taborišče, ustanovljeno 23. februarja 1942 v bližini naselja Gonars v italijanski deželi Furlaniji-Julijski krajini.
Ustanovila ga je Kraljevina Italija v času svojega fašističnega režima. Že prej so na lokaciji urejali taborišče, kamor naj bi vodili ruske vojne ujetnike. Italijanski fašistični režim je v taborišče vodil zlasti internirance slovenske in hrvaške narodnosti. Prvi transport ljudi je prispel dva dni kasneje: 5.343 ljudi, predvsem Slovencev iz Ljubljane, pa tudi zaporniki iz italijanskega koncentracijskega taborišča Rab ter taborišča v kraju Monigo v bližini Trevisa.
Fašistično taborišče je bilo najprej ustanovljeno na Čiginju pri Tolminu, vendar so zapornike kmalu premestili na italijansko ozemlje v Gonars. Na Čiginju in v Gonarsu je bil interniran tudi pisatelj Vitomil Zupan. V to in druga italijanska taborišča so internirali številne slovenske študente in intelektualce. Med slikarji so bili tam Nikolaj Pirnat, Nande Vidmar, Marijan Tršar in drugi.
Taborišče je bilo opuščeno 8. septembra 1943, takoj po italijanski kapitulaciji. Oblast si je kasneje prizadevala zakriti dokaze o prisotnosti taborišča, zaradi česar je bilo slednje porušeno, material je bil uporabljen za gradnjo bližnjega vrtca, območje pa spremenjeno v travnik. Čez del pokopališča je speljana cesta, le nekaj betonskih temeljev je predstavljeno ob cesti. 
Leta 1973 je kipar Miodrag Živković na mestnem pokopališču po prizadevanjih Jugoslavije postavil obeležje - cvetlico z železnimi cvetnimi listi, v tamkajšnjo kripto pa so prenesli ostanke 453 slovenskih in hrvaških žrtev. Njihova imena in priimki so zapisani na bronastih panojih za skulpturo. Po ocenah naj bi v taborišču zaradi stradanja in mučenja umrlo vsaj dodatnih 50 internirancev. Razen obeležja v kraju ne obstaja nikakršen dokaz o zločinu, prav tako zanj ne ve mnogo krajanov. Le na robu pokopališča je tabla, ki v več jezikih priča o dogajanju med vojno. Za uradno Italijo so njihova taborišča še danes v temi delno pozabljene zgodovine. Spomin na fašistične grehe je pogosto obujal pisatelj Boris Pahor, s svojimi predavanji in romani. Skozi otroške oči sta na žrtve taborišč opozorila zakonca Gombač.
Arhiv RS je v letu 2014 prejel donacijo, ki med drugim vsebuje del zapuščine dr. Igorja Breznika; v njej je tudi zbirka risb iz italijanskega koncentracijskega taborišča Gonars.

## Galerija
- Del slovenskega spomenika
- Skupni slovensko-hrvaški spomenik žrtvam
- Seznam pokojnih na slovenskem spomeniku